# Teenage Mutant Ninja Turtles (videogioco 2003)
Teenage Mutant Ninja Turtles è un videogioco beat 'em up sviluppato e pubblicato nel 2003 dalla Konami e basato sulla serie animata delle Tartarughe Ninja del 2003.